# Caridina brevicarpalis
Caridina brevicarpalis е вид десетоного от семейство Atyidae. Видът не е застрашен от изчезване.

## Разпространение и местообитание
Разпространен е във Вануату, Индонезия (Малки Зондски острови и Сулавеси), Фиджи и Филипини.
Обитава сладководни басейни, реки и потоци.